# Eder Militao
Eder Gabriel Militao (rođen 18. januara 1998) je brazilski profesionalni fudbaler koji igra za španski klub Real Madrid. Uglavnom igra centralnog defanzivca, a takođe može igrati kao desni bek ili defanzivni vezni igrač.

## Klupska karijera

### Sao Paulo
Rođen u Sertaozinu u Sao Paolu, Militao je počeo da igra za mlade u Sao Paulu 2010. godine. Prvi put je bio uključen u prvi tim za 2016 Copa Paulista, debitirajući 2. jula u finalu 2–1 na Ituanu; tim iz državnog kapitala prvi put je igrao na turniru, sa timom do 20 godina. Odigrao je 11 utakmica i dva puta postigao pogodak, prvi je bio u domaćoj pobedi od 4-0 protiv C.A. Juventus gde je 18. septembra osigurao kvalifikacije za drugi krug.
Militao je debitovao profesionalno 14. maja 2017. godine, na 1: 0 u gostima protiv Cruzeira u uvodnom meču za Campeonato Brasileiro Serie A. Napravio je 22 nastupa u sezoni dok je klub završio na 13. mestu, i bio je isključen 12. Novembra prema kraju 1-1 u Vasco da Gama. On je dao dva gola u kampanji, počevši sa otvaranjem 2-1 pobede na kolegama Vitoria 17. septembra.
Poslednji put je nastupio u klubu 5. avgusta 2018. godine, kada je Tricolor pobedio Vasca 2-1 da bi došao do prvog mesta na nacionalnom turniru godine.

### Porto
Sedmog avgusta 2018. godine, Militao je potpisao petogodišnji ugovor sa portugalskim šampionom u odbrani FC Porto. Debitovao je u Primeira Ligi 2. septembra, počevši od 3-0 domaće pobede nad Moreirenseom i asistirao kod prvog gola koji je postigao kapiten Hector Herrera. Tokom narednih mečeva mladić se brzo učvrstio u početnih jedanaest, stvarajući odbrambeno partnerstvo sa kolegom Felipeom.
Dvadeset osmog novembra, Brazilac je postigao svoj prvi gol za klub u pobedi od 3: 1 protiv Schalkea 04 za grupnu fazu Lige šampiona 2018-19, gde je uputio loptu posle centarsuta Oliver Torresa. Dana 3. januara 2019. godine, on je ostvario svoj prvi gol u ligi protiv Avesa.

### Real Madrid
Real Madrid je 14. marta 2019. objavio potpisivanje šestogodišnjeg ugovora koji je stupio na snagu 1. jula 2019. godine, za prijavljenu naknadu od 50 miliona eura. Sao Paulo će dobiti 4 miliona eura od naknade za transfer.

## Reprezentativna karijera
U septembru 2018. godine, Militao je pozvan od strane trenera Tite za brazilske prijateljske utakmice u Sjedinjenim Državama protiv domaćina i El Salvadora, nakon što se Fagner povukao sa povredom. On je debitovao 11. septembra protiv Salvadorejaca na FedEkField-u, igrajući punih 90 minuta u pobededi od 5–0.

## Statistika karijere

### Klub
| Klub            | Sezona          | Liga            | Liga     | Liga   | Nacionalni kup | Nacionalni kup | Liga kup | Liga kup | Continental | Continental | Ostalo   | Ostalo | Ukupno   | Ukupno |
| Klub            | Sezona          | Divizija        | Utakmice | Golovi | Utakmice       | Golovi         | Utakmice | Golovi   | Utakmice    | Golovi      | Utakmice | Golovi | Utakmice | Golovi |
| --------------- | --------------- | --------------- | -------- | ------ | -------------- | -------------- | -------- | -------- | ----------- | ----------- | -------- | ------ | -------- | ------ |
| Sao Paulo       | 2017            | Seria A         | 22       | 2      | 0              | 0              | —        | —        | —           | —           | —        | —      | 22       | 2      |
| Sao Paulo       | 2018            | Seria A         | 13       | 1      | 6              | 1              | —        | —        | 2           | 0           | 14       | 0      | 35       | 2      |
| Sao Paulo       | Ukupno          | Ukupno          | 35       | 3      | 6              | 1              | —        | —        | 2           | 0           | 14       | 0      | 57       | 4      |
| Porto           | 2018-19         | Primeira Liga   | 25       | 3      | 5              | 0              | 3        | 0        | 9           | 2           | 0        | 0      | 42       | 5      |
| Ukupna karijera | Ukupna karijera | Ukupna karijera | 60       | 6      | 11             | 1              | 3        | 0        | 9           | 2           | 14       | 0      | 99       | 9      |

1. ↑  Utakmice u Copa do Brasil i Taça de Portugal
2. ↑  Utakmice u Taça da Liga
3. ↑  Utakmice u Copa Sudamericana
4. ↑  Utakmice u Campeonato Paulista
5. ↑  Utakmice u Champions League

## Nagrade

### Real Madrid
- Prvenstvo Španije: 2019/20, 2021/22, 2023/24.
- Kup Španije: 2022/23.
- Superkup Španije: 2019/20, 2021/22.
- UEFA Liga šampiona: 2021/22, 2023/24.
- UEFA superkup: 2022, 2024.
- Svetsko klupsko prvenstvo: 2022.

### Brazil
- Kopa Amerika: 2019.

### Pojedinačne
- Primeira Liga defanzivac meseca: septembar 2018[11], oktobar / novembar 2018[12], decembar 2018[13], januar 2019[14].
- Primeira Liga tim godine: 2018/19.
- Primeira Liga fer-plej nagrada za igrača: 2018/19.

## Spoljašnje veze
- Eder Militao Архивирано на веб-сајту  (10. новембар 2020) na ForaDeJogo. (na jeziku: portugalski)
- Eder MIlitao na SoccerWay. (na jeziku: engleski)